# Sudesna
Genre
Sudesna est un genre d'araignées aranéomorphes de la famille des Dictynidae.

## Distribution
Les espèces de ce genre se rencontrent en Asie et en Australie.

## Liste des espèces
Selon World Spider Catalog (version 26, 12/07/2025) :
- Sudesna anaulax (Simon, 1908)
- Sudesna cangshan Wang, Peng & Zhang, 2025
- Sudesna circularis Zhang & Li, 2011
- Sudesna dali Wang, Peng & Zhang, 2025
- Sudesna digitata Zhang & Li, 2011
- Sudesna flavipes (Hu, 2001)
- Sudesna grammica (Simon, 1893)
- Sudesna grossa (Simon, 1906)
- Sudesna haiboi Wang, Peng & Zhang, 2025
- Sudesna hainan Wang, Peng & Zhang, 2025
- Sudesna hedini (Schenkel, 1936)
- Sudesna shangrila Wang, Peng & Zhang, 2025
- Sudesna yangi Wang, Peng & Zhang, 2025

## Systématique et taxinomie
Ce genre a été décrit par Lehtinen en 1967 dans les Dictynidae.

## Publication originale
- Lehtinen, 1967 : « Classification of the cribellate spiders and some allied families, with notes on the evolution of the suborder Araneomorpha. » Annales Zoologici Fennici, vol. 4, p. 199-468.